# Mitteldeutsche Straße der Braunkohle
Die Mitteldeutsche Straße der Braunkohle ist eine Themenstraße, die sich mit dem Abbau von Braunkohle, den Rekultivierungsmaßnahmen und der Bergbautechnik im mitteldeutschen Braunkohlerevier beschäftigt. Entlang den Haupt- und Nebenrouten sind bislang etwa 200 Objekte aus den Themenbereichen Technik und Industriearchitektur, Natur und Landschaft, Bildung, Siedlung, Wasser sowie Erholung ausgeschildert.

## Hintergrund

### Exkurs: Braunkohlenbergbau in Mitteldeutschland
Die früheste bekannte Förderung erfolgte 1382 in Lieskau. Im Zuge der Industrialisierung nahm die Förderung und Verarbeitung einen ersten Aufschwung, der im Rahmen der Autarkiepolitik im Deutschen Reich und später der DDR stark ausgeweitet wurde. In der DDR gewann die Braunkohle zusätzlich dadurch an Bedeutung, dass seit 1945 die Steinkohlevorkommen im Ruhrgebiet und in Schlesien, aus denen zuvor (Stein-)Kohle bezogen wurde, durch die neuen Grenzen nicht mehr zugänglich waren. Den Höhepunkt der Kohlegewinnung stellte das Jahr 1963 dar, damals belief sich die Förderleistung auf 143 Mio. Tonnen. Als Reaktion auf die Ölkrisen wurde ab den 1970er Jahren eine radikale Auskohlungspolitik betrieben, Tagebaue, Brikettfabriken, Kraftwerke (Kraftwerk Thierbach, Altkraftwerk Lippendorf) und Schwelereien prägten das Bild der Region insbesondere im Südraum Leipzig. Im Zuge der Deutschen Wiedervereinigung erfolgte die Reduzierung des Bergbaus auf ein ökologisch und ökonomisch tragfähiges Niveau. Von ehemals 20 Tagebauen wurden 17 außer Betrieb genommen, damit wurden auch die meisten Verarbeitungsbetriebe stillgelegt bzw. durch effiziente Neubauten (Kraftwerk Lippendorf, Kraftwerk Schkopau) ersetzt. Die Zahl der in der Braunkohleindustrie Beschäftigten reduzierte sich innerhalb weniger Jahre von ca. 60.000 auf derzeit ca. 3.000. Bergbau wird derzeit noch von der MIBRAG in zwei Tagebauen (Förderung 2007: 18,6 Mio. Tonnen) und in geringem Umfang von der Romonta GmbH in Amsdorf betrieben. Die Hinterlassenschaften der stillgesetzten DDR-Braunkohlenwirtschaft werden seit 1994 von der LMBV saniert und rekultiviert.

### Ende der DDR-Braunkohleindustrie

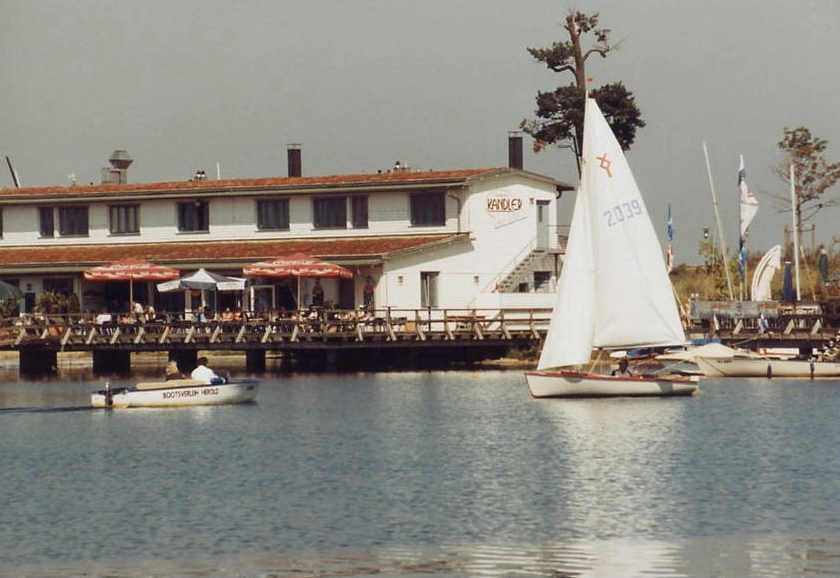
Cospudener See: Wassersportzentrum Zöbigker Winkel

Der Braunkohlenbergbau hat im Laufe seiner über 300-jährigen Geschichte einerseits eine jahrhundertealte Kulturlandschaft in Anspruch genommen, andererseits aber gerade durch seine Eingriffe selbst wesentlich zur Kulturlandschaftsentwicklung beigetragen. Die neue Landschaft von Menschenhand (SAUER 2002) hinterließ der Nachwelt beim Zusammenbruch der DDR-Braunkohlenindustrie mehrere hundert Sachzeugen aus dem Bereich der Gewinnung und Verarbeitung der Braunkohle. Obwohl in der Gesellschaft ein breiter Konsens über die Verpflichtung zur Bewahrung markanter historischer Objekte und Sachzeugen besteht, überwogen beim Umgang mit den Hinterlassenschaften der Bergbau- und Braunkohlenindustrie im Südraum Leipzig Anfang der 1990er Jahre Verlusterfahrungen. Die im Zuge der Wende zu Tage getretenen Akzeptanzprobleme gegenüber der Braunkohlen- und Energiewirtschaft (Umweltverschmutzung, Devastierungen) sowie fehlende Nach- und Umnutzungskonzepte führten zu einem raschen Abriss bzw. Rückbau stillgesetzter Tagebau-Großgeräte und Fabrikanlagen. Angesichts von ehemals ca. 60.000 Beschäftigten in der mitteldeutschen Braunkohlenindustrie haben auch arbeitsmarktpolitische Aspekte bei der Forcierung von Rückbau und Abriss eine nicht zu unterschätzende Rolle gespielt, konnte doch mit den umfangreichen Rückbaumaßnahmen zumindest ein Teil der Belegschaften weiter beschäftigt werden.

### Idee der Straße
Innerhalb weniger Jahre verschwanden zahlreiche das Bild der Region bestimmende Sachzeugen der Arbeits- und Technikwelt, oft per Sprengung in Sekundenschnelle, von der Bildfläche. Erst Mitte der 1990er Jahre setzte, nicht zuletzt auch maßgeblich bedingt durch den 1995 begonnenen Teilabriss der denkmalgeschützten Brikettfabrik Neukirchen ein Umdenken der Akteure vor Ort ein. Zunehmend gewann bei Entscheidungsträgern und der Bevölkerung die Einsicht an Bedeutung, dass die Kulturlandschaft Mitteldeutschland in ihrer jetzigen und späteren Erscheinung nur als Ergebnis des industriellen Bergbauzeitalters begreifbar sein wird. Umso mehr war es notwendig, noch vorhandene Zeugnisse dieser ausgehenden Epoche gleichberechtigt neben Monumenten anderer Epochen zu erhalten und aufzuarbeiten. Dies stellt zugleich einen wichtigen Beitrag zur Wiederbelebung der regionalen Identität dar. Darüber hinaus ist der Kultur- und Industrietourismus ein seit einigen Jahren wachsendes Marktsegment. Im Tourismussektor ist nachfrageseitig derzeit ein starkes Interesse an der Entwicklung des regionalen Natur- und Kulturraumes insbesondere dann zu verzeichnen, wenn dieser eine sehr spezielle Prägung erfahren hat. Damit können sich aus dem Erhalt des industriekulturellen Erbes auch neue touristische Perspektiven für den Südraum ergeben.
Die Suche nach einem Konzept zur Vermittlung und Auseinandersetzung mit der Bergbaugeschichte führte 1996 über eine Vereinsgründung zur Schaffung einer mitteldeutschen Straße der Braunkohle, welche sich konzeptionell in die Landschaft der über 100 touristischen Straßen in Deutschland einordnet. Im Allgemeinen sind Touristen-Straßen ein Instrument der regionalen Wirtschaftsförderung und des Regionalmarketings. Über die Verbindung von Attraktionen einer überregional interessierenden Thematik (Deutsche Uhrenstraße, Silberstraße, Straße der Romanik, Porzellanstraße etc.) sollen Zielgruppen gewonnen bzw. gebunden, die infrastrukturelle Auslastung verbessert und ökonomisch-infrastrukturelle Wachstumseffekte in der Fläche erreicht werden.
Die Straße der Braunkohle versteht sich vornehmlich als Bildungsangebot für Einheimische und Gäste in der Region und will den in Mitteleuropa hinsichtlich seines Flächenumgriffes und seiner Veränderungstiefe beispiellosen Strukturwandel erlebbar […] machen (DACHVEREIN MITTELDEUTSCHE STRASSE DER BRAUNKOHLE e. V. 2004). Hauptanliegen des Trägervereins ist neben der Ausweisung bzw. Beschilderung eines Leitsystems die Bereitstellung von Informationsmaterialien (Publikationen, Karten, Flyer, Homepage). Der Verein fungiert zudem als Kontaktbörse für Tourismusvereine und Reiseunternehmen. Wesentlicher Baustein zur Etablierung der Braunkohlenstraße war die Aufnahme in die Regionalplanung. So ist im Regionalplan Westsachsen der Erhalt geeigneter bergbaubezogener Sachzeugen und Einrichtungen sowie deren Verknüpfung mit kulturhistorischen Sehenswürdigkeiten als Grundsatz zur Entwicklung thematischer Tourismusangebote verankert.
Im Verlauf der Straße der Braunkohle wurden bisher in ganz Mitteldeutschland ca. 200 Sachzeugen innerhalb der Themengruppen Technik/Industriearchitektur (Tagebaugroßgeräte, Kraftwerke, Brikettfabriken, Bahnanlagen, Technikartefakte), Natur und Landschaft (geologische Aufschlüsse, Lehrpfade, Sukzessionsflächen, Naturschutzgebiete), Bildung (Museen, Ausstellungen, Informationszentren), Siedlung (archäologische Ausgrabungsstätten, revitalisierte Tagebaurandgemeinden), Freizeit, Sport und Erholung (Restseen als Badeseen, Wassersportangebote, umgenutzte Industriebauten) und Wasser (verlegte Flussläufe, Flutungsbauwerke, Hochwasserschutzanlagen) erfasst.
Bisher lässt sich feststellen, dass es mit dem Konzept der Straße der Braunkohle gelungen ist, ein fundiertes Informations- und Bildungsangebot zur bisherigen und künftigen Entwicklung der mitteldeutschen Braunkohlenwirtschaft zu etablieren, aus dem bereits erste touristische Impulse erwachsen. Die Mitteldeutsche Braunkohlenstraße macht den Struktur- und Landschaftswandel erlebbar und trägt dadurch zum Imagewandel der Region dar. Das Konzept profitiert dabei in erster Linie vom Engagement der Beteiligten, der stärker werdenden Faszination, welche technische Anlagen und industriearchitektonische Bauten auf breite Massen der Bevölkerung ausüben, der Verknüpfung von Bildungs-, Informations- und Unterhaltungsangeboten (edutainment: education by entertainment) und der Konzentration anderer vorhandener touristischer Straßen auf Themen abseits der Industrie- und Wirtschaftsgeschichte. Der Erfolg des Konzeptes lässt sich nicht zuletzt auch daran bemessen, dass ein im (heute) wesentlich bedeutenderen Rheinischen Braunkohlenrevier erarbeiteter Vorschlag für eine Rheinische Straße der Braunkohle grundlegende Inhalte des Konzeptes der Mitteldeutschen Straße der Braunkohle aufgreift.

## Trägerschaft
Die Entwicklung der Mitteldeutschen Straße der Braunkohle wird vom Dachverein Mitteldeutsche Straße der Braunkohle e. V. koordiniert.

## Verlauf
Die Straße führt durch die drei Bundesländer Sachsen-Anhalt, Sachsen und Thüringen. Sie beginnt im Gebiet Gräfenhainichen bzw. Bitterfeld, verläuft über den Nordraum und Südraum von Leipzig zum Altenburger Land und biegt dann nach Westen ab zum Abschnitt Zeitz, Hohenmölsen, Weißenfels um schließlich im Geiseltal bei Röblingen nahe Halle (Saale) zu enden.
Eine Karte des vollständigen Verlaufs der Mitteldeutschen Straße der Braunkohle findet sich auf der Website des Vereins.

## Routenpunkte (Auswahl)

### ThemenbereichTechnik und Industriearchitektur
Der Themenbereich Technik und Industriearchitektur umfasst mit Bergbaugeräten und Verarbeitungsanlagen vor allem Sachzeugen der Produktionsgeschichte des Braunkohlenbergbaus.

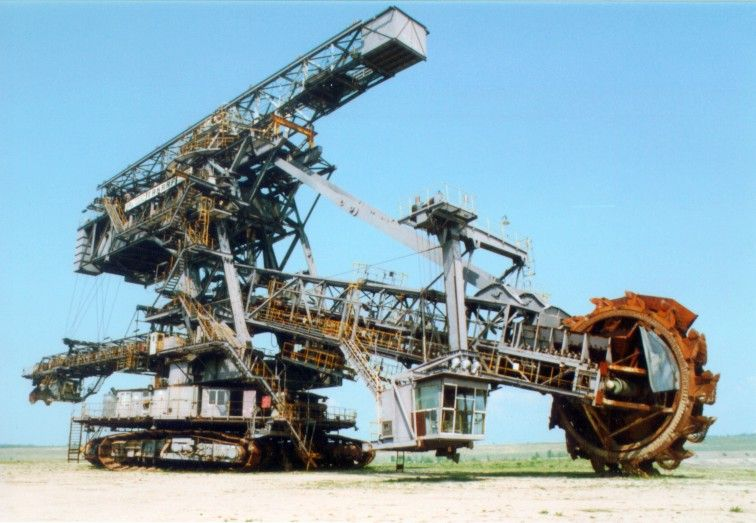
Schaufelradbagger in Ferropolis
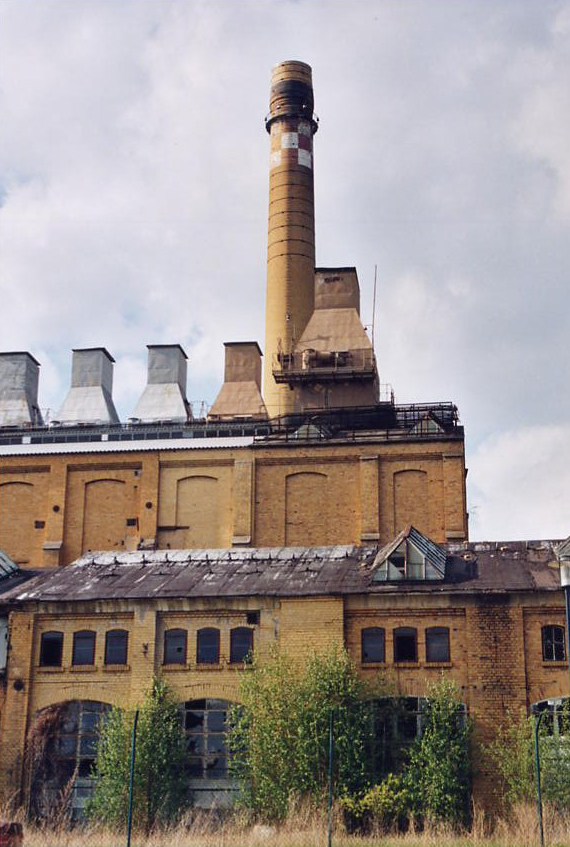
ehem. Brikettfabrik Borna-Witznitz
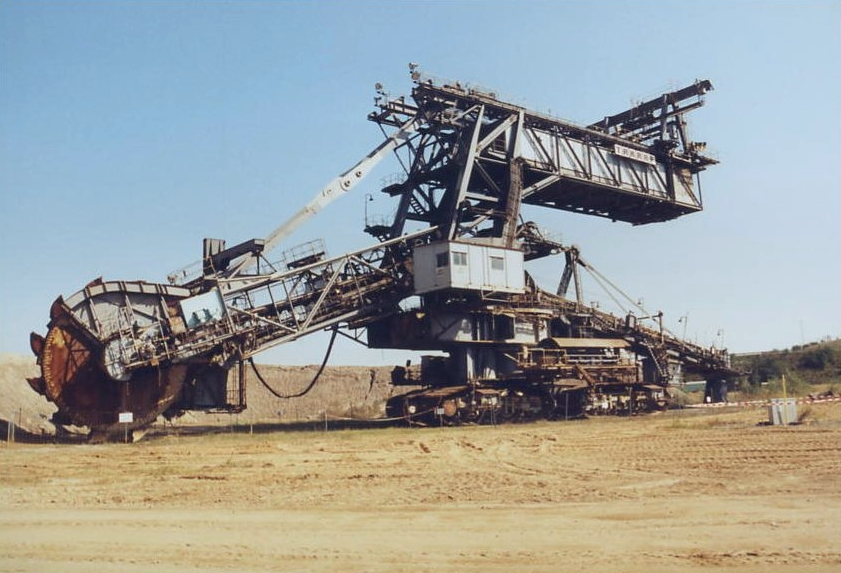
Bagger 1547 im Bergbau-Technik-Park

- Bergbau-Technik-Park: Der Bagger 1547 und der Absetzer 1115 bilden nahe Großpösna den Kern des Bergbau-Technik-Parks. Es ist ein Besucherbergwerk gestaltet worden, das mit den beiden Großgeräten die Schritte der Kohleförderung darstellt.
- Ferropolis: Die auch Stadt aus Eisen genannte Baggerstadt Ferropolis umfasst fünf Tagebaugroßgeräte (1 Eimerkettenbagger, 1 Eimerkettenschwenkbagger, 2 Absetzer, 1 Schaufelradbagger), die nahe Gräfenhainichen auf ehemaligen Tagebaugelände die spektakuläre Kulisse für ein einzigartiges openair-Veranstaltungsareal bilden.
- Brikettfabrik Borna-Witznitz: Die zwischen 1912 und 1918 erbaute Brikettfabrik Borna-Witznitz war im Südraum Leipzig bis 1992 in Betrieb. Trotz einzelner baulicher Rückbauten und dem Rückbau der kompletten Technik entging die Fabrik dem Totalabriss, da ihre elf erhaltenen monumental-sachlichen Gebäude aus gelben Klinkermauerwerk ein hochwertiges Zeugnis der Industriearchitektur darstellten. Ein erarbeitetes Nachnutzungskonzept (Florian Beigel Architects London) sieht für das Areal die Schaffung eines neuen Bornaer Stadtteils vor, der sich um die alten Fabrikgebäude gruppieren und diese zugleich mit neuem Leben füllen soll. Angestrebt wird eine Mischnutzung mit den Schwerpunkten Bildung/Kultur/Freizeit, Gewerbe und Wohnen. Im Bereich des ehemaligen Bahnanschlusses wurden bereits erste Einfamilienhäuser errichtet. Von den elf Fabrikgebäuden sind bisher vier saniert. Sie beherbergen Büros und dienen für Ausstellungen und kulturelle Veranstaltungen. Bei einem weiteren Gebäude konnten die Nachnutzungsverhandlungen zur Umnutzung als Wohnstandort Lofts vor kurzem erfolgreich abgeschlossen werden (Stand Anfang 2006).
- Brikettfabrik Herrmannschacht in Zeitz: Die 1889 errichtete Fabrik gilt heute in ihrer Gesamtheit aus Verwaltungs-, Wohn- und Funktionalbauten weltweit als die älteste erhaltene Brikettfabrik der ersten Generation. Der Maschinenbestand stammt weitgehend aus den 1870er und 1880er Jahren. Als wichtiger Sachzeuge der mitteldeutschen Industrie- und Bergbaugeschichte erfolgte am 19. April 2009 die Aufnahme in die Europäische Route der Industriekultur.

### ThemenbereichWasser
- Bitterfelder Wasserfront: renaturierte Bergbaulandschaft am unmittelbaren Stadtrand von Bitterfeld
- Kulkwitzer See: Der Kulkwitzer See entstand aus der Flutung eines zwischen 1937 und 1963 betriebenen Braunkohletagebaus am südwestlichen Stadtrand von Leipzig. Die Bergbaufolgelandschaft wurde nach Einstellung des Abbaus zielgerichtet zu einem intensiv nutzbaren Naherholungsgebiet gestaltet und ist als solches seit 1973 nutzbar.

### ThemenbereichBildung
- Haus am See in Schlaitz: Naturschutz- und Informationszentrum in Schlaitz, gelegen am vor 30 Jahren gefluteten Tagebau Muldenstein
- Kreismuseum Bitterfeld: Bernstein und Geologie